# Goniada felicissima
Goniada felicissima är en ringmaskart som beskrevs av Johan Gustaf Hjalmar Kinberg 1865. Goniada felicissima ingår i släktet Goniada och familjen Goniadidae. Inga underarter finns listade i Catalogue of Life.